# 伍家怡
伍家怡（1987年5月24日—），2008年澳門小姐競選季軍得主。
伍家怡在2008年參選澳門小姐選美活動，決賽當晚以其參賽編號「7」來比喻她自己：「我的名字是伍家怡，而5加2等於7；而7是質數，證明我是一個有『質素』的人。」此句一出，令在場人士喜出望外。最後，奪得澳門小姐季軍；伍家怡是繼1998年澳門小姐競選後後首位澳門小姐季軍得主。她畢業於濠江中學。
伍家怡及後代表澳門參加2010世界小姐，2011地球小姐及2012國際小姐。
伍家怡曾職澳廣視天氣報導員，現職棋人娛樂製作藝人。